# Hakan Arslan (Fußballspieler, 1988)
Hakan Arslan (* 18. Juli 1988 in Istanbul) ist ein türkischer Fußballspieler.

## Vereinskarriere
Arslan spielte neun Jahre für die Jugendmannschaft von Istanbul Güngörenspor und wurde dort 2007 in die Profimannschaft befördert. Während seiner Zeit bei Güngören spielte er als Mittelfeldspieler und schoss in der Saison 2009/10 14 Tore und war mitverantwortlich für den Aufstieg in die 2. Liga. Im Sommer 2011 wechselte Arslan in die Süper Lig zum Aufsteiger Samsunspor und spielt meistens als Abwehrspieler.
Zur Rückrunde der Spielzeit 2012/13 wechselte er zum Erstligisten Sivasspor. Hier spielte er bis zum Sommer 2015 regelmäßig als Stammspieler und wurde anschließend für die Spielzeit 2015/16 an den Ligarivalen Kasımpaşa Istanbul ausgeliehen.

## Erfolge und Auszeichnungen
Sivasspor
- Türkischer Pokalsieger: 2022

Individuelle Auszeichnungen
- Torschützenkönig des türkischen Pokals: 2014